# Csörgő Miklós
Csörgő Miklós (Egerfarmos, 1932. március 12. –) magyar-kanadai matematikus, a Magyar Tudományos Akadémia külső tagja.
Budapesten szerzett diplomát 1955-ben, majd nem sokkal később Kanadába ment és a McGill Egyetemen szerzett MSc. fokozatot matematikából 1961-ben és PhD fokozatot szintén a McGill Egyetemen 1963-ban. Disszertációjának címe: Some Kolmogorov-Smirnov-Renyi Type Theorems of Probability. Témavezetője William A. O. Waugh volt. 1971-ig az egyetemen maradt és mint docens tanított. 1972 óta az ottawai Carleton Egyetemen tanít és kutat. 1998 óta professor emeritus. 5 könyv szerzője és 165 publikációja jelent meg. Kutatási területe a valószínűségszámítás és a statisztika.
Testvére, Csörgő Sándor szintén matematikus és a Magyar Tudományos Akadémia rendes tagja.